# Ройал-Джеографикал-Сосайети
Ройал-Джеографикал-Сосайети (англ. Royal Geographical Society Island) — острова Канадского Арктического архипелага. Названы в честь Королевского географического общества норвежским полярным исследователем Руалем Амундсеном. В настоящее время остров необитаем (2012).

## География

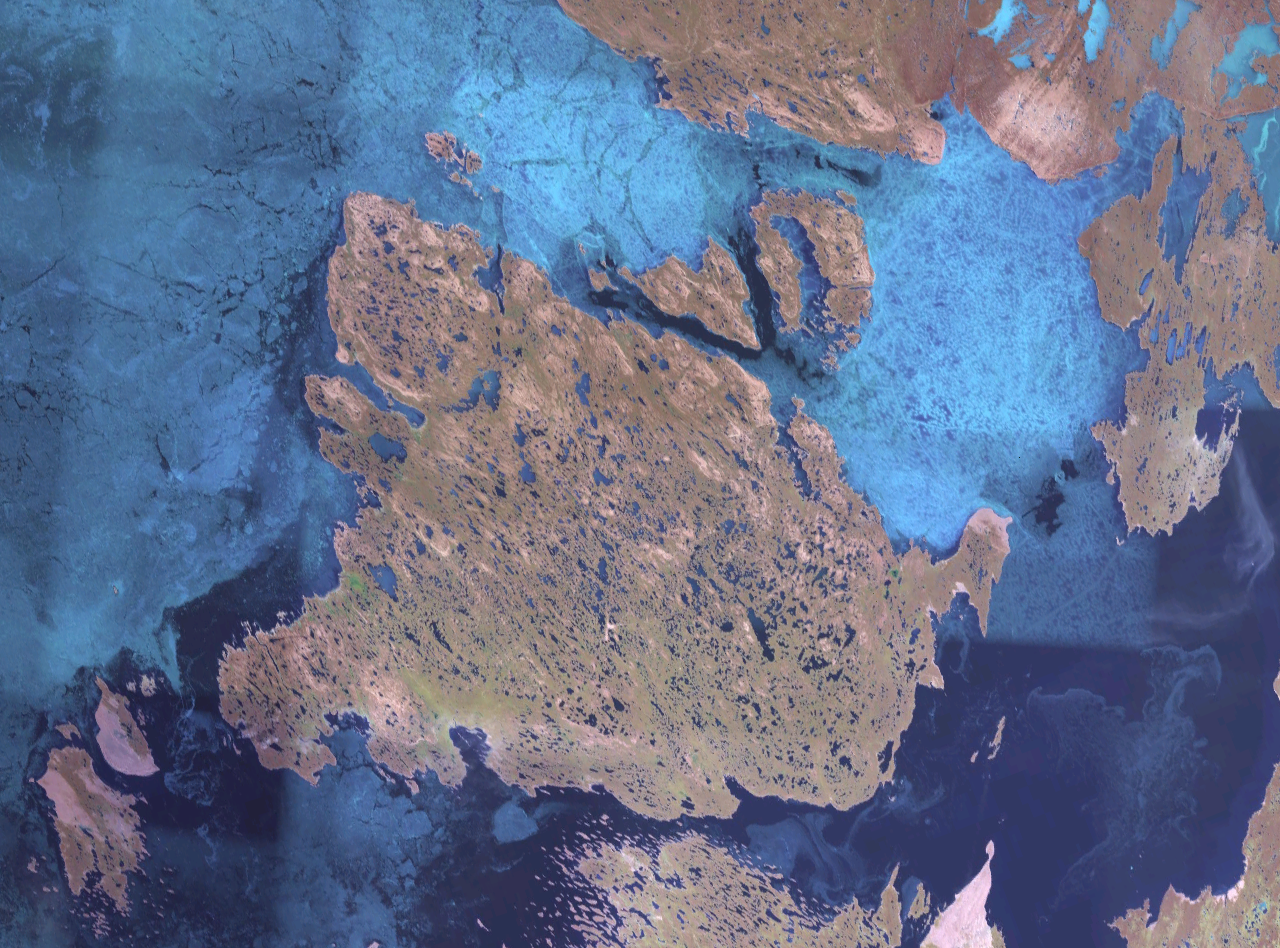
Остров Кинг-Вильям и острова Ройал-Джиографикал-Сосайети (в левом нижнем углу карты)

Острова расположены в водах пролива Виктория между крупными островами Виктория и Кинг-Вильям. Юго-западнее расположен остров Дженни-Линд. Расстояние от географического центра Канады составляет 1015 км, расстояние от столицы страны Оттавы — 2954 км. Площадь — 458,1 км². Наивысшая точка — 53 м.
По классификации Всемирного фонда дикой природы острова Ройал-Джиографикал-Сосайети, также как и соседние острова Виктория и Кинг-Вильям входит в североамериканский экорегион полярной тундры (Middle Arctic tundra).